# 北関東磐越五県知事会議
北関東磐越五県知事会議（きたかんとうばんえつごけんちじかいぎ）とは、茨城県、栃木県、群馬県、福島県、新潟県の各知事で構成される知事会である。2004年に発足し、現名称は2006年から。

## 概要
広域関東圏の北部に位置する北関東・磐越5県が県境を超えて、交通、経済、観光、防災など広域行政全般に係る連携を強化するために毎年開催されている（2011年は中止）。
| 回 | 年月日        | 開催地               | 会場                         |
| -- | ------------- | -------------------- | ---------------------------- |
| 1  | 2004年6月30日 | 栃木県宇都宮市       | 栃木県公館                   |
| 2  | 2005年8月5日  | 福島県いわき市       | 小名浜オーシャンホテル       |
| 3  | 2006年7月24日 | 茨城県水戸市         | 茨城県庁舎                   |
| 4  | 2007年8月28日 | 新潟県長岡市         | 蓬莱館福引屋                 |
| 5  | 2008年7月28日 | 群馬県前橋市         | 群馬県庁舎                   |
| 6  | 2009年7月28日 | 栃木県日光市         | 日光田母沢御用邸記念公園     |
| 7  | 2010年7月30日 | 福島県耶麻郡北塩原村 | 裏磐梯猫魔ホテル             |
| 8  | 2012年7月31日 | 茨城県水戸市         | 茨城県庁舎                   |
| 9  | 2013年8月1日  | 新潟県上越市         | ホテルセンチュリーイカヤ     |
| 10 | 2014年7月30日 | 群馬県高崎市         | ホテルメトロポリタン高崎     |
| 11 | 2015年7月15日 | 栃木県日光市         | 日光金谷ホテル               |
| 12 | 2016年7月20日 | 福島県いわき市       | いわきワシントンホテル椿山荘 |
| 13 | 2017年7月6日  | 茨城県水戸市         | 茨城県庁舎                   |
| 14 | 2018年7月20日 | 新潟県南魚沼市       | 温泉御宿 龍言                |

## 構成員
- 茨城県知事
- 栃木県知事
- 群馬県知事
- 福島県知事
- 新潟県知事

## 付記
- 茨城県、栃木県および群馬県は関東地方知事会、福島県および新潟県は北海道東北地方知事会の構成自治体も兼ねている。
- 事務局はその時の知事会会長の県に持ち回りで設置される。